# 178 Белесама
178 Белесама (178 Belisana) — астероїд головного поясу, відкритий 6 листопада 1877 року.